# Mauricio Vallina
Pour les articles homonymes, voir Vallina.
 (février 2017).
Si vous disposez d'ouvrages ou d'articles de référence ou si vous connaissez des sites web de qualité traitant du thème abordé ici, merci de compléter l'article en donnant les références utiles à sa vérifiabilité et en les liant à la section « Notes et références ».
Mauricio Vallina est un pianiste cubain né le 27 mars 1970 à La Havane.

## Biographie
Mauricio Vallina a étudié le piano dès l’âge de sept ans dans Guanabacoa sa ville natale. En 1984, il est admis au Conservatoire où il a comme professeur Roberto Urbay. À seize ans, il est le plus jeune lauréat du Concours National de Musique de l’UNEAC (Union des écrivains et artistes cubains) et un an plus tard, remporte le Premier Prix ainsi que le Prix Spécial pour la Meilleure Interprétation de la Musique Cubaine au Concours National de Musique « Amadeo Roldán ». 
Après l'obtention du "Diplôme d'Or" et d'autres prix de première importance a La Havane, Mauricio Vallina achève sa formation au Conservatoire Tchaïkovski de Moscou, avec des professeurs Irina Plotnikova et Henrietta Mirvis avant de se perfectionner au Conservatoire royal de Madrid auprès de Joaquín Soriano et de la Como International Piano Foundation. 
En 1994, il remporte de second prix du Concours international de piano José Iturbi à Valence et reçoit le Prix spécial du meilleur interprète de la musique espagnole. Deux ans plus tard, il est reçu le Premier Prix au Concours International de Piano de Guernica (Espagne). 
Ayant terminé ses études académiques, comprenant le "Master of Fine Arts" du Conservatoire de Moscou, l'énorme influence de Martha Argerich et Zenaida Manfugás est un important catalyseur dans son développement de même que la prestigieuse Fondation internationale pour piano de Côme (en Italie), où il reçoit les conseils de musiciens renommés tels que Alicia de Larrocha, Dmitri Bashkirov, Fou Ts'ong, etc., est une expérience qui lui permet de franchir un nouveau cap dans sa maturité artistique.
Depuis 1990, Mauricio Vallina se produit en récitals, concerts avec orchestre et enregistre aussi pour la radio et la télévision en Europe, Amérique du Sud, Asie et Australie. Ses goûts musicaux lui permettent de jouer un répertoire varié qui s’étend de Bach à la musique contemporaine. Il donne en première américaine le concerto pour piano que le compositeur colombien Arturo Cuellar lui a dédié. 
Ses débuts à la Tonhalle de Zurich (1998) sont une étape importante dans sa carrière.
En 2001, Mauricio Vallina enregistre son premier album avec EMI Classics International. Cet enregistrement EMI – Abbey Road, paru sous le titre « Martha Argerich présente Mauricio Vallina », reçoit la plus grande distinction « CHOC » du magazine « Le Monde de la Musique » et lui vaut de grandes acclamations à Vienne, Londres et Paris. 
Il participe à plusieurs films documentaires tels que « Nelson Freire » — une production brésilienne — et est l'invité de prestigieux festivals internationaux comme La Roque-d'Anthéron en France (2000), Beppu, Argerich‘s meeting point au Japon (2001), Lugano festival Argerich‘s project en Suisse (2002-2007), Schleswig-Holstein Music Festival en Allemagne (2002), Radio France-Montpellier Festival (2004), et le Festival de Sintra au Portugal (2005). 
Il s'est produit sous la direction de chefs comme Pavel Iadij, Howard Griffiths, Alexandre Rabinovitch, Roberto Tibiriçá, Christoph Eschenbach… ainsi qu’en duo avec Martha Argerich dans de nombreux pays.